# Situ Qiao
Situ Qiao (司徒乔, 1902 - 16 février 1958) est un peintre et artiste graphique chinois. membre important de l'école d'art de Lingnan, il est également connu pour son amitié avec l'écrivain Lu Xun. Son œuvre la plus célèbre est le tableau Jetez votre fouet de 1940,.

## Biographie

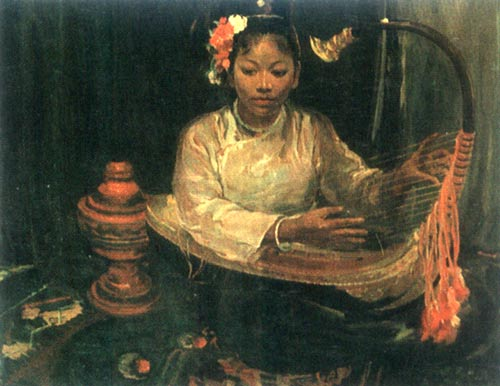
Guqin de 1939.

Situ Qiao est né dans une famille pauvre à Kaiping dans la province du Guangdong en 1902 sous le nom de Situ Qiaoxing. Son père est peintre amateur.
En 1924, Situ entre à l'école de théologie de l'université Yenching de Pékin mais il est plus intéressé par la peinture. En 1926, il expose pour la première fois et est remarqué par Lu Xun qui achète son dessin Cinq policiers et un O. Au moment de l'expédition du Nord de 1927, il se rend à Wuhan pour travailler pour le conseiller soviétique Mikhaïl Borodine.
En 1928, il se rend à Shanghai et ouvre un atelier. Il expose en mars 1928 et est encore remarqué par Lu Xun qui écrit sur sa discussion avec Situ Qiao. En hiver 1928, Situ se rend en France pour étudier la peinture et expose au salon de peinture et de sculpture l'année suivante.
En 1930, Situ Qiao quitte la France pour étudier à New York. Il finance ces études en vendant des toiles, cependant, cette activité est considérée comme du travail, ce qui est illégal pour un possesseur de visa étudiant, et il est arrêté. Dans une prison pour immigrants, il peint une toile intitulée Peindre la statue de la liberté depuis l'endroit le moins libre.
Après avoir été expulsé chroniqueur d'art pour le journal Ta Kung Pao, puis se rend à Shanghai en 1936. Il est présent lors de la mort de Lu Xun le 19 octobre 1936 à Shanghai et dessine ses fameux croquis de l'écrivain.
Il se rend ensuite à Nankin, alors capitale de la Chine. Au moment de l'attaque japonaise de la ville en 1937, tous sa collection personnelle de peinture est détruite.

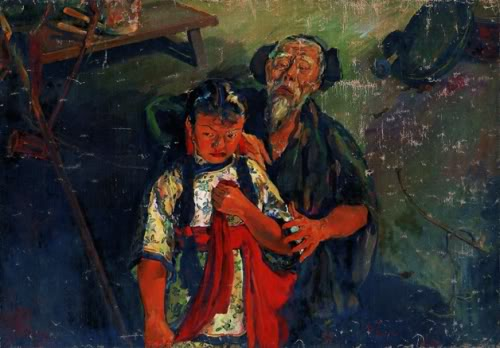
Jetez votre fouet de 1940.

Fuyant les combats de la seconde guerre sino-japonaise, Situ Qiao quitte la Chine pour Rangoon en Birmanie, puis plus tard pour Singapour. En 1940, il assiste à une représentation de la pièce patriotique Jetez votre fouet (en) de Chen Liting avec les acteurs Jin Shan et Wang Ying (en). Il les invite dans son atelier et peint son tableau homonyme, qui deviendra sa toile la plus célèbre.
Au moment de la chute de Singapour aux Japonais en 1941, Situ Qiao se réfugie dans la capitale provisoire de la Chine, Chongqing. Après la guerre, il se rend à New York avec sa femme Feng Yimei en septembre 1946 pour recevoir un traitement pour soigner une maladie au poumon. Ils retournent ensuite à Pékin en 1950 après l'établissement de la République populaire de Chine. Il enseigne à l'académie centrale des beaux-arts de Chine et aide à la création du musée de la révolution chinoise,.
Situ Qiao meurt le 16 février 1958 dans son atelier de Pékin,. Il avait donné toutes ses peintures à l'État et elles se trouvent aujourd'hui dans les collections de musées à Pékin, Shanghai, Guangzhou, et Kaiping, sa ville natale. Une compilation de ses peintures est plus tard publiée.